# 賀持道明
賀持 道明（かもち　みちあき、1970年1月16日‐）は、埼玉県出身の柔道選手。現役時代は95kg級の選手。身長184cm。得意技は背負投。

## 経歴
小学生の時は相撲をやっていて全国大会に出場したこともある。
柔道は中学の時に始めるが、大宮工高時代まではこれと言った実績を残せなかったが、日本大学進学後に頭角を現してきて、嘉納杯で2位になったり、世界学生や正力国際で優勝するなど実績を上げ、大学4年の時には世界選手権代表に選ばれるが5位に終わる。翌年は体重別で敗れてバルセロナオリンピックには出場できず。その後も上位で活躍するが再び代表に選出されることはなかった。
1997年にはロシア国際において日本選手として公式試合で初めてカラー柔道着を着用した（その試合は勝利するが結果は5位に終わる）。現在はJRAの柔道部監督を務めている。
さらに、2012年には全日本の男子ジュニアヘッドコーチにも就任した
。

## 主な戦績
- 1989年　- 全日本新人柔道体重別選手権大会　優勝
- 1990年　- 嘉納杯　2位
- 1990年　- 世界学生柔道選手権大会　優勝
- 1991年　- 正力松太郎杯国際学生柔道大会　優勝
- 1991年　- 講道館杯　優勝
- 1991年　- 選抜体重別　2位
- 1991年　- 世界柔道選手権大会　5位
- 1991年　- アジア柔道選手権大会　優勝
- 1992年　- 嘉納杯　2位
- 1993年　- ドイツ国際　2位
- 1993年　- 選抜体重別　2位
- 1994年　- 選抜体重別　優勝
- 1994年　- ワールドカップ国別団体選手権大会　3位
- 1994年　- 嘉納杯　3位
- 1995年　- フランス国際　2位
- 1995年　- オーストリア国際　優勝
- 1996年　- 選抜体重別　2位
- 1996年　- 全日本柔道選手権大会　3位
- 1997年　- ロシア国際　5位